# Kisdombegyház
Kisdombegyház is een plaats (község) en gemeente in het Hongaarse comitaat Békés. Kisdombegyház telt 590 inwoners (2002).